# 1130 en santé et médecine
| Années de la santé et de la médecine : 1127 - 1128 - 1129 - 1130 - 1131 - 1132 - 1133    |
| Décennies de la santé et de la médecine : 1100 - 1110 - 1120 - 1130 - 1140 - 1150 - 1160 |

Cet article présente les faits marquants de l'année 1130 en santé et médecine.

## Événements
- Le concile de Clermont interdit aux moines de quitter leur couvent pour étudier la médecine et celui de Reims, l'année 1131 suivante, leur interdira même d'en sortir pour la pratiquer, avant que le concile de Tours de 1163 ne refuse l'exercice de la chirurgie à l'ensemble des clercs[1].
- Fondation d'une léproserie par les seigneurs de la Heuse, à Bellencombre en Normandie[2].
- Une « maison des lépreux », premier établissement de ce qui deviendra l'ordre hospitalier de Saint-Lazare, est attestée à Jérusalem dans un acte du patriarche Guillaume qui confirme la donation faite entre 1118 et 1128 par son prédécesseur, Gormond de Picquigny, d'une citerne « à l'usage des pauvres[3] ».
- 1130 ou 1131 : le diocèse de Lisieux compte seize léproseries[4].

## Personnalités
- Fl. Jean, médecin, cité dans une charte du chapitre cathédral de Saint-Vincent à Mâcon, en Bourgogne[5].
- Fl. Gilbert de Falaise, médecin et propriétaire terrien dans la région de Nottingham en Angleterre[6].
- 1101-1130 ? : fl. Grimbald, médecin d'Henri Ier, roi d'Angleterre ; en 1101, il assiste aux couches de la reine Mathilde[5],[6].
- Vers 1130 : fl. Peregrinus, médecin, cité dans un charte de l'abbaye Saint-Laon de Thouars[7].
- 1123-1130 : fl. Richer, médecin, cité dans des chartes de l'abbaye Notre-Dame de Josaphat[7].
- Vers 1130-1140 : fl. Dominique, médecin de Geoffroy de Lèves, évêque de Chartres[5].
- Vers 1130-1150 : fl. Gaucelin, médecin, cité dans une charte de l'abbaye de Saint-Père de Chartres[5].

## Naissance
- Mkhitar Goch (mort en 1213), fabuliste, juriste et théologien arménien, auteur du Livre des lois[8], premier code de législation arménien, qui comporte d'importantes et nombreuses dispositions concernant l'exercice de la médecine[9].

## Décès
- Baudry (né en 1046 ou 1047), abbé de Bourgueil, évêque de Dol, qualifié de médecin par Joseph Renaut, à tort selon Dubreuil-Chambardel[5].